# Мэнсфилд, Гай, 6-й барон Сандхерст
Гай Рис Джон Мэнсфилд, 6-й барон Сандхерст (англ. Guy Rhys John Mansfield, 6th Baron Sandhurst; родился 3 марта 1949 года) — британский адвокат, наследственный пэр и консервативный член Палаты лордов.

## Биография
Родился 3 марта 1949 года. Единственный сын Джона Эдварда Теренса Мэнсфилда, 5-го барона Сандхерста (1920—2002), и Джанет Мэри Ллойд (1921—2016). Получил образование в Хэрроу-школе и Ориэл-колледже Оксфордского университета, где получил степень магистра искусств.
В 1972 году был принят в Миддл-Темпл с правом практики в качестве адвоката. Был назначен советником королевы в 1994 году. Он занимал должность бенчера Миддл-Темпла в 2000 году.
2 июня 2002 года после смерти своего отца Гай Рис Джон Мэнсфилд унаследовал титул 6-го барона Сандхерста.
Он занимал пост председателя Генерального совета коллегии адвокатов в 2005 году . В настоящее время он является председателем исследований Общества консервативных юристов.
Лорд Сандхерст был избран членом Палаты лордов 17 июня 2021 года на дополнительных выборах консервативных наследственных пэров. Он вступил в должность 23 июня 2021 года. Он произнес свою первую речь 14 сентября 2021 года во время законопроекта о преступности, полиции и вынесении приговоров.

## Семья
5 июня 1976 года Гай Риз Джон мэнсфилд женился на Филиппе Сент-Клер Вердон-Роу, дочери Дигби Эверарда Вердон-Роу. У супругов было дворе детей:
- Достопочтенная Элис Джорджина Мэнсфилд (родился 4 февраля 1980 года)
- Достопочтенный Эдвард Джеймс Мэнсфилд (род. 12 апреля 1982 года), наследник титула. С 2008 года женат на Кэролайн Прайс.